# 米洛瓦河
米洛瓦河（烏克蘭語：Мілова），是烏克蘭的河流，位於該國東部，屬於科米什納河的左支流，流經盧甘斯克州，河道全長28公里，流域面積345平方公里，發源自亞斯諾普羅明西克。